# 박지홍
박지홍(1986년 9월 16일 ~ )은 대한민국의 배우이다.

## 학력
- 숭실사이버대학교 문예창작과 학사

## 출연작

### 영화
- 《구구단》 (2021년)
- 《나는 나를 해고하지 않는다》 (2021년) - 승우 역
- 《세자매》 (2021년) - 부목사 역
- 《씨티라이트》 (2019년)
- 《백두산》 (2019년) - EOD 대원 박 하사 역
- 《속물들》 (2019년) - 지홍 역
- 《귀신의 향기》 (2019년) - 익수 역
- 《그대 이름은 장미》 (2019년) - 음치취객 1 역
- 《1987》 (2017년) - 강진규 경사 역
- 《해피뻐스데이》 (2017년) - 상훈 역
- 《범죄도시》 (2017년) - 이수파 조직원들 역
- 《리얼》 (2017년) - 정육공장 사내 역
- 《원라인》 (2017년) - 피해자 2 역
- 《더 킹》 (2017년) - 태수친구 1 역
- 《검사외전》 (2016년) - 치원 패거리 4 역
- 《히말라야》 (2015년) - 셀파 다와 역
- 《은밀한 유혹》 (2015년) - 화장실 소변남 역
- 《허삼관》 (2015년) - 마을사람 8 역
- 《나의 오른팔》 (2014년)
- 《목격자》 (2014년) - 콧수염 역
- 《청춘예찬》 (2014년) - 바바리맨 2 역
- 《더 파이브》 (2013년) - 경수 역

### 드라마
- 《킹덤: 아신전》 (2019년, tvN) - 군졸 2 역
- 《철인황후》 (2020년, tvN)
- 《드라마 스테이지 - 반야》 (2019년, tvN) - 준영 역
- 《나쁜 녀석들》 (2014년, OCN)